# 은밀한 유혹 (1993년 영화)
《은밀한 유혹》(영어: Indecent Proposal)은 1993년 개봉한 미국의 에로 드라마 영화이다. 에이드리언 라인이 감독을 맡았으며, 잭 잉글하드의 동명 소설이 영화의 원작이다. 1994년 제14회 골든 라즈베리상 최악의 작품상·각본상 수상작이다. 흥행면에서는 성공을 거두어 1993년도 전체 흥행 6위를 차지하였다.

## 출연진
- 로버트 레드퍼드
- 더미 무어
- 우디 해럴슨
- 시모어 커셀
- 올리버 플랫
- 빌리 밥 손턴
- 립 테일러
- 빌리 코널리
- 토미 부시
- 시나 이스턴
- 허비 행콕

## 기타 제작진
- 공동 제작: 마이클 태드로스
- 배역: 빅토리아 토머스
- 미술: 멜 본
- 의상: 보비 리드, 버니 폴랙, 베어트릭스 어루너 퍼스토르